# Ładunek (transport)

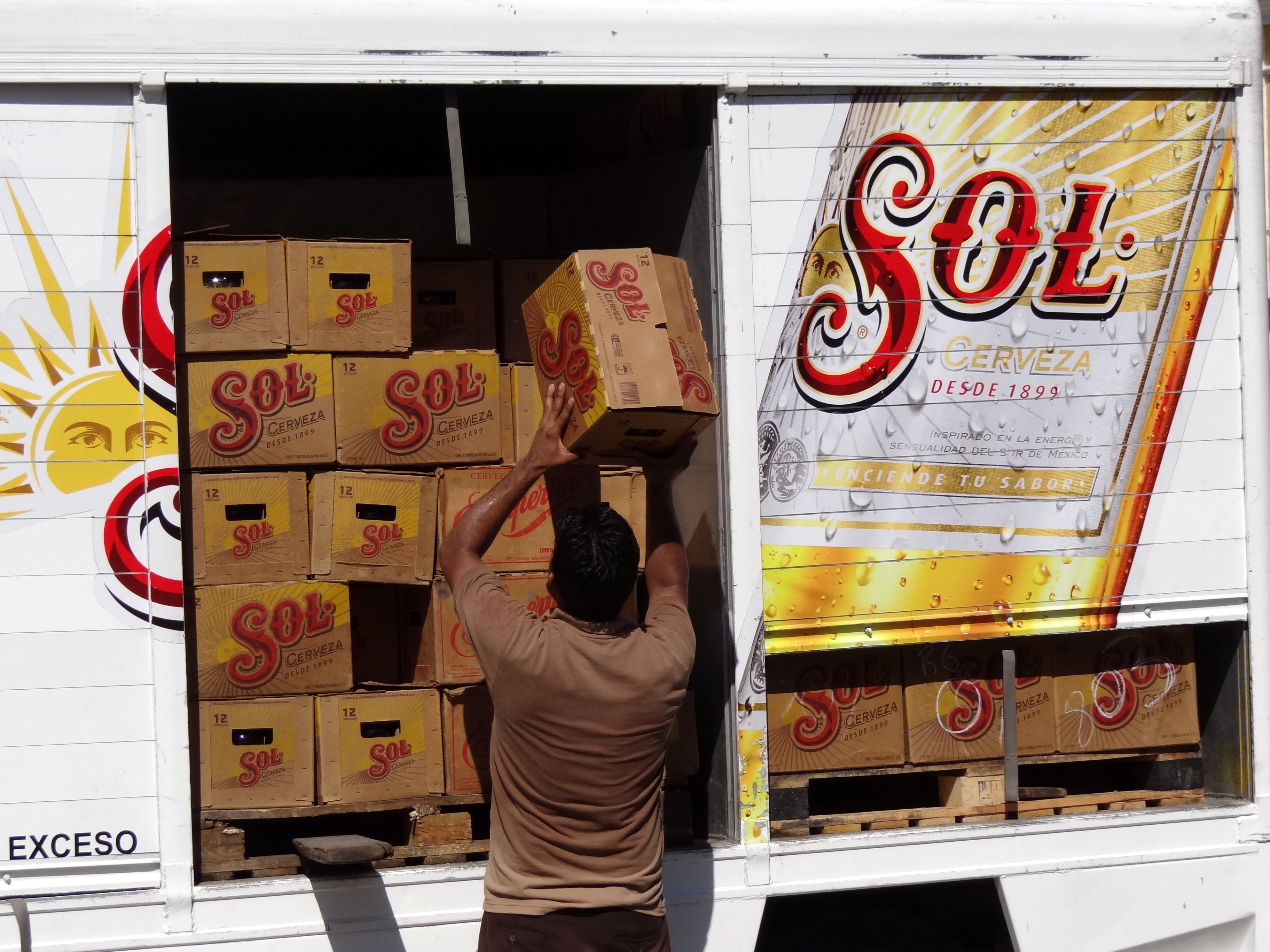
Załadunek piwa do samochodu

Ładunek, anglicyzm cargo – oznacza wszystkie towary, które zwykle umieszcza się w tej części lub na tej części pojazdu, która przeznaczona jest do przewozu ładunku, i które nie są na stałe zamocowane do pojazdu, w tym przedmioty umieszczone w nośnikach ładunku, na przykład w skrzyniach, nadwoziach wymiennych lub w kontenerach umieszczonych na pojazdach.
Każdy towar lub ładunek posiada określone, swoiste cechy fizyczne, chemiczne, fizykochemiczne lub biologiczne. W trakcie procesu transportowego ładunek jest narażony na różne zmiany i uszkodzenia będące wynikiem zastosowania nieprawidłowej technologii przewozu.

## Klasyfikacja transportowa ładunków
Koniecznym narzędziem umożliwiającym podejmowanie przez przewoźnika odpowiednich decyzji w organizowaniu przewozu, w jego planowaniu jest klasyfikacja transportowa ładunków. Taką klasyfikację można przeprowadzić na podstawie różnych kryteriów.
Do najważniejszych z nich należy zaliczyć kryteria m.in.:
- naturalnej podatności przewozowej - ładunki wrażliwe na warunki i czas transportu, np. ładunki niebezpieczne.
- technicznej podatności przewozowej – cechy zewnętrzne i właściwości wewnętrzne, np. gazy, płyny, ciała stałe.
- podstawowych sposobów załadunku – napełnianie, nasypywanie, podnoszenie i wciąganie ładunku
- wielkości ładunków – drobne, całopojazdowe, ponadgabarytowe.
- ekonomicznej podatności ładunku – mało, średnio i wysokowartościowe.

## Cechy ładunków
Do najistotniejszych cech i właściwości ładunków transportowych należy zaliczyć: budowę fizyczną, konsystencję, gęstość, temperaturę topnienia, krzepnięcia, wrzenia, wytrzymałość na zginanie, ściskanie, zawartość poszczególnych składników itp.

## Wrażliwość ładunków
Ładunki mogą być wrażliwe na m.in.:
- czas trwania przewozu,
- oddziaływanie energii mechanicznej,
- oddziaływanie wilgoci,
- oddziaływanie temperatury i światła,
- wchłanianie obcych zapachów.